# Azumapecten farreri
Azumapecten farreri is een tweekleppigensoort uit de familie van de Pectinidae. De wetenschappelijke naam van de soort is voor het eerst geldig gepubliceerd in 1904 door Jones & Preston.